# Енгълуд (Ню Джърси)
Енгълуд (на английски: Englewood) е град в окръг Бъргън, Ню Джърси, Съединени американски щати. Намира се на 15 km северно от центъра на Ню Йорк. Населението му е 29 112 души (по приблизителна оценка от 2017 г.).
В Енгълуд е роден актьорът Джон Траволта (р. 1954).